# Laurel i Hardy
Stan Laurel (16. lipnja, 1890. – 23. veljače, 1965.)  i Oliver Hardy (18. siječnja, 1892. – 7. kolovoza, 1957.), komičarski duo u Hrvatskoj poznati kao Stanlio i Olio.
Laurel i Hardy su vjerojatno najpoznatiji komičarski duo u filmskoj povijesti. Zasnivaju se na dječjem humoru te na prepoznatljivom izgledu debelog pametnjakovića i mršavog nespretnjakovića.

## Stan Laurel
Stan Laurel je rođen u mjestu Ulverstone, Velika Britanija. Laurel je počeo svoju karijeru u Engleskoj. 1910. g. otišao je u SAD gdje je postigao velik uspjeh. Svoj prvi film je snimio 1917. g. i zvao se “Nuts in May” (Orasi u svibnju).
Ostao je u filmskoj industriji i radio malen i nevažan posao za studije Hal Roach, Anderson i Universal. 
Prije njegova partnerstva s Oliverom, Stan se pojavio u više od pedeset solo nijemih filmova. Koristio je leće koje mjenjaju boju očiju, jer njegove svjetlo plave oči ne izgledaju katkad dobro na crno-bijelom filmu. Još je skinuo potpetice sa svojih cipela kako bi imao smiješan način hoda.

## Vanjske poveznice
- "Sons of the Desert" movie.
- Životopis o Stanu Laurelu  Arhivirana inačica izvorne stranice od 3. travnja 2012. (Wayback Machine)
- Životopis Olivera Hardyja  Arhivirana inačica izvorne stranice od 3. travnja 2012. (Wayback Machine)
- Stanlio i Olio - biografski site sa slikama  Arhivirana inačica izvorne stranice od 22. prosinca 2006. (Wayback Machine)
- Stanlio i Olio centrala  Arhivirana inačica izvorne stranice od 25. prosinca 2008. (Wayback Machine)